# Comuna Kojuhivka, Korosten
Kojuhivka (în ucraineană Кожухівська сільська рада) este o comună în raionul Korosten, regiunea Jîtomîr, Ucraina, formată din satele Kloceve și Kojuhivka (reședința).

## Demografie
Componența lingvistică a comunei Kojuhivka
     Ucraineană (98,75%)
     Rusă (1,25%)
Conform recensământului din 2001, majoritatea populației comunei Kojuhivka era vorbitoare de ucraineană (98,75%), existând în minoritate și vorbitori de rusă (1,25%).